# Beno Obano

a Compétitions nationales et continentales officielles uniquement.

b Matchs officiels uniquement.
Dernière mise à jour le 18 septembre 2023.
Beno Obano, né le 25 novembre 1994 à Camberwell (Angleterre), est un joueur international anglais de rugby à XV jouant au poste de pilier gauche avec Bath en Premiership.
Il est le cousin de l'international anglais Maro Itoje.

## Biographie

### Jeunesse et formation
Beno Obano est d'origine nigeriane. Il est le cousin de l'international anglais Maro Itoje,. Commençant dans le football, Beno Obano fréquente la London Oratory School (en), puis le Dulwich College, pour lesquels il joue au rugby. En dehors du sport, il est surnommé « Sinny » en tant que rappeur. Son cousin est l'international anglais Maro Itoje.
En parallèle de sa carrière sportive, il est à l'origine de deux documentaires « Everybody’s Game » et « Prep To Win », qui relatent les coulisses du sport professionnel et des minorités dans le rugby.

### Carrière en club
Il a fait partie de l'Académie des Wasps, mais a du la quitter en raison d'une blessure. Il signe son premier contrat avec Bath Rugby à l'été 2014. Il fait ses débuts en championnat en 2015.
Il se blesse sévèrement au genou en début d'année 2018, Obano devant mettre un terme à sa saison.
À l'issue de la saison 2019-2020, il est retenu dans l'équipe type de Premiership.
Durant la saison suivante en 2023-2024, son club se qualifie en finale du championnat. Il est titulaire et exclu au bout de vingt minutes de jeu lors de la finale de Premiership perdue 25 à 21 contre les Northampton Saints,.
En 2024-2025, il remporte la finale de la Coupe d'Angleterre sur le score de 48 à 14 face aux Exeter Chiefs.

### Carrière internationale
Il a du renoncer au Championnat du monde junior 2014 en raison d'une blessure.
Après ses performances en Coupe d'Europe contre Toulon, Eddie Jones le convoque pour un camp d'entraînement de l'équipe d'Angleterre en janvier 2018. Il est appelé pour le Tournoi des Six Nations 2021, signant sa première cape contre l'Écosse en tant que remplaçant (défaite 6-11).
Trois ans plus tard, il fait son retour en sélection, appelé par Steve Borthwick pour participer au Tournoi des Six Nations 2024.

## Palmarès

### En club
- Bath Rugby
  - Finaliste du Championnat d'Angleterre en 2015 et 2024.
  - Vainqueur de la Coupe d'Angleterre en 2025.
  - Vainqueur de la Challenge Cup en 2025.
  - Vainqueur du Championnat d'Angleterre en 2025.

### Distinctions personnelles
- Membre de l'équipe type du Championnat d'Angleterre en 2020.